# Arkhelaosz kappadókiai király
Arkhelaosz Sziszinész Philopatrisz (ógörögül: Αρχέλαος), (Kr. e. 63 – Kr. u. 17) görög államférfi, író, Arkhelaosz dédunokája, az utolsó kappadókiai király.
Marcus Antonius i. e. 41-ben Kappadókia királyává tette, de ott i. e. 36-ig X. Ariarathésszel, a régi dinasztia egyik leszármazottjával kellett küzdenie. Az Octavianus és Antonius közti harcban Antonius pártján állt, ám megtarthatta királyságát, mivel a döntő csata után azonnal Octavianushoz szegődött, aki i. e. 20-ban Cilicia egy részét is neki adta. Alattvalóival sok gondja volt, be is vádolták Augustusnál, ahol ügyét Tiberius védelmezte. Később kegyvesztett lett Tiberiusnál, aki trónra jutva Rómába csalta és a senatus előtt vádat emelt ellene, de mielőtt a dolog ítéletre került volna, 17-ben meghalt. Irodalommal is foglalkozott, munkáit II. Juba is felhasználta.